# 我与茱丽叶
《我与朱丽叶》是由理查德·罗杰斯作曲、奥斯卡·哈默斯坦二世作词、编剧的一部喜剧音乐剧，也是两位制作人第六部合作出品。这是一部关于舞台后台的浪漫喜剧，它讲述了舞台助理拉里背着合唱团成员简妮的电工男朋友鲍勃对她展开追求的故事。该音乐剧在1953年首次公演，在业界内小有成功——它在百老汇（Broadway）剧院轮演了一整年，在芝加哥则排场不多，两地总共约排了五百场次，但最终收益较少。 
罗杰斯很早就有创作一部以音乐剧演员与剧院工作人员为主角的音乐剧喜剧的意愿。在他与汉默斯顿合作的《国王与我》于1951年大火后，他将这个灵感分享给了汉默斯顿。尽管汉默斯顿认为这一题材平平无奇，并不是很感兴趣，但他还是同意了搭档的合作邀请。由于制作方想让观众完整地观赏“剧中剧”的效果，《我与朱丽叶》的演出对于舞台器械要求很高——观众不仅要能看见剧中的舞台，还要能看见戏中戏舞台的舞台两侧和追光台布景，负责将这些设计到位的是当时百老汇著名的布景设计师乔·米辛纳。
《我与朱丽叶》在克利夫兰预演时，两位制作人发现了一些剧本与舞台布局的问题，于是在正式上映前下了很大功夫改动，尽管如此，戏剧评论家们认为该剧的情节还是表现力不足、缺乏趣味。负面评价向这部剧砸来，不过米辛纳的布局依然收获了评论家和观众的好评。门票预售结束后，该剧就没有再增添多的排剧。在他的回忆录《如流沙泄过沙漏》中，主演之一比尔·海耶斯写道，“我们几乎表演了五百场，场场座无虚席，最终的收益扣除制作成本后还有充足的盈余。因此，虽说不像《俄克拉荷马！》、《旋转木马》、《南太平洋》、《国王与我》以及《音乐之声》那样回馈显著，《我与朱丽叶》依然可以被看做是一部成功的剧目。” 除了还在芝加哥有过短期上演外，该剧没有进行全国巡演，并且至今也几乎没有重演。但在2010年，伦敦的芬伯勒剧院（Finborough Theatre）在2010年展出了小规模的作品。

## 开端

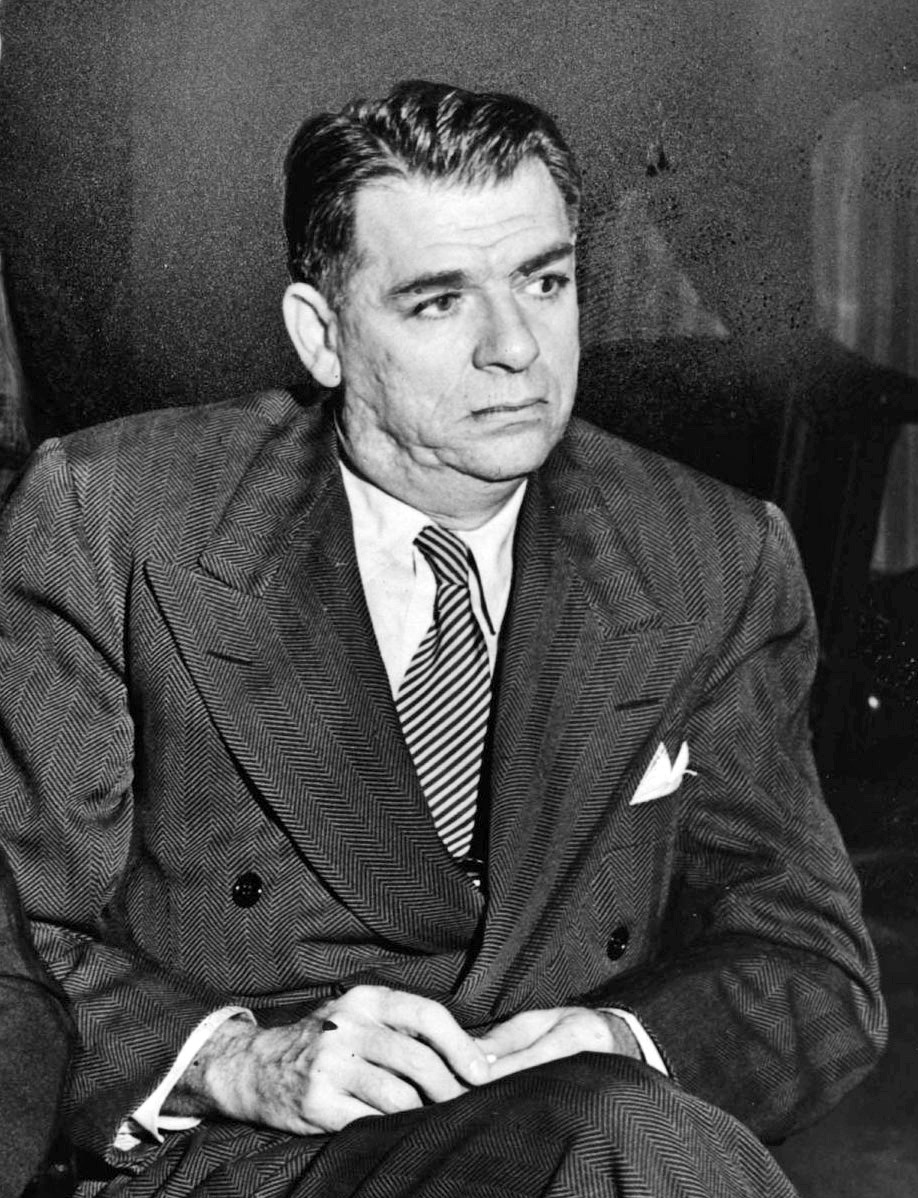
奥斯卡·汉默斯顿二世

由于认为这个主题并没有太大重要性，汉默斯顿一开始兴致并不高， 但这部剧在罗杰斯的力促之下开始制作。这次轮到汉默斯顿做出让步了——早在1947年，罗杰斯在汉默斯顿给予的压力下同意了音乐剧《快板（Allegro）》的制作，那是他们第一场失败的音乐剧，当时汉默斯顿一直想制作一部关于某位平凡人的严肃音乐剧。据汉默斯顿的一位门生，史蒂芬·桑德海姆（Stephen Sondheim）所述，“通过接受迪克（罗杰斯）（关于幕后故事）的倡议，奥斯卡（汉默斯顿）得以保持住两人的合作关系，尽管他自己一开始并不想接手这个项目。” 不过，随着两人的讨论越来越深入，奥斯卡的热情也提升了，他建议这部剧以完全没有布置的舞台开场，给观众造成一种非演出时间来到剧院的错觉。在各类幕后相关剧目，如《歌舞线上》获得成功后的今日，这样的创意已经非常有出名了，但在1950年代，它还相当新奇。  
1952年，两人在棕榈滩一起讨论了这部剧目，罗杰斯当时在那里一边度假，一边为纪录片《海上胜利》初步作曲。 罗杰斯（Rodgers）建议不作序曲，但将写好的旋律保留作戏中戏的序曲。 在1952年年中的另外一次会面中，他们叫上了乔·米辛格——与他们长期合作的舞台设计师乔·米辛格和他们敲定了舞台布局将分为两部分——台前以及“幕后”，但这样的设计开销不小。  1952年8月，汉默斯顿开始设计情节大纲，在十月初之前他差不多完成了初版剧本。 这是一部喜剧音乐剧，因此他们聘请了业内最顶级的喜剧音乐剧导演之一，乔治·阿伯特（George Abbott）来执导。阿伯特连剧本都没读就毫不犹豫地接受了邀请，但在读过之后，他开始后悔自己的决定太过仓促，因为初版情节过于感伤。在他向两人坦白自己的忧虑后，汉默斯顿表示阿伯特可以做出任何他认为有必要的改动。 得到了汉默斯顿的允许，阿伯特对情节做出了非常大的改动。 
汉默斯顿只简要地描述了一下“剧中剧”的设定，所以阿伯特有些担心这部剧不会太有趣，便希望剧情的重点能够被润色一番。 作家兼作曲家埃森·莫登（Ethan Mordden）在一本关于汉默斯顿和罗杰斯的书中提到，汉默斯顿希望这部剧中剧能够像如下的描述那样：
|  | 它必须是新奇而足以使观众惊艳的一部“剧中剧”，最好能够和演员的日常生活区分开来...我们要呈现出一部新颖的、可能在近未来会出现的音乐剧，甚至比《快板》要更加超前，登场的人物却比较复古——一位英雄和他的爱人朱丽叶，唐璜和他热情的卡门。通过这样的形式，观众能更好的掌握剧情。关键是要营造出一种强烈的对比感，这部“剧中剧”必须随时都和现实中的音乐剧区分开来。 |

汉默斯顿在年轻时初任舞台助理经理时曾见证过一件事：合唱团里，一位男孩向一位女孩借睫毛膏来补他袜子上的洞。汉默斯顿将它重现在《我与朱丽叶》中，并说，“我们努力不让这部剧中不出现老生常谈的题材，比如叫波普的后台通行员，在公演日顶替大明星的新人替补演员....同样，我们也不再讲一个公司忙着准备新剧、演员和制作人们压力山大的故事。正因为我们想好好描绘幕后团队的人们是怎样的，以及这个团队在他们的作品登台后怎样变得更加团结、也更加优秀——上演“一场已经在演出中的剧”才似乎是正确的方向。” 
除了阿伯特，汉默斯顿和罗杰斯还雇用了喜剧音乐剧题材内多位经验丰富的专家：在风靡一时的音乐剧《巴拿马·海蒂》及许多电影音乐剧中负责编舞的罗伯特·奥尔顿（Robert Alton ），以及配器师唐·沃克（Don Walker）沃克尔的配器风格比以前常与两人合作的罗伯特·罗素·本内特（Robert Russell Bennett）的作品要更加简约，不过罗素在当时有其他项目要忙，没法像往常那样与二人搭档。 二人还邀请了艾琳·沙拉夫（Irene Sharaff）完成了三百多套的戏服设计。 这部剧原名《赫拉克力斯与与朱丽叶》，但很快就更名为《我与朱丽叶》。本来，罗杰斯和汉默斯顿想将这部剧在美琪剧院上演，但这个剧院当时在上演他们的另一部剧《南太平洋》，所以他们做出了一些调整，把《南太平洋》转移到了百老汇上演，这也意味着《南太平洋》要改到波士顿演出五周。。 

## 剧中唱段
| 上半场 - "A Very Special Day" – Jeanie and trio - "That's the Way It Happens" – Jeanie and trio - "That's the Way It Happens" (Reprise) – Larry - "Dance Impromptu" – Chorus, George, and trio - "Overture to Me and Juliet" – Dario and orchestra - "Opening of Me and Juliet" – Lily, Jim, Susie, and Charlie - "Marriage Type Love" – Charlie, Lily, and singers - "Keep It Gay" – Bob, Jim, and chorus - "Keep it Gay" (Reprise) – Betty and Buzz - "The Big Black Giant" – Larry - "No Other Love" – Jeanie and Larry - "Dance" – Ralph, Francine, and Elizabeth - "The Big Black Giant" (Reprise) – Ruby - "It's Me" – Betty and Jeanie - "First Act Finale" – Lily, Betty, Charlie, Jim, Jeanie, and chorus | 下半场 - "Intermission Talk" – Herbie and chorus - "It Feels Good" – Bob - "We Deserve Each Other" [Sequence in Second Act of Me and Juliet] – Betty, Jim, and dancers - "I'm Your Girl" – Jeanie and Larry - "Second Act Finale" – Charlie, Lily, Betty, Jim, and chorus - "Finale" – Company |

## 音乐制作与录制
罗杰斯对《我与朱丽叶》这个灵感感到兴奋的原因之一是，这是一部现代的音乐剧，所以他有机会进行一次现代风格的作曲。在他作曲的同期，拉丁舞蹈的风潮正席卷美国，因此，《我与朱丽叶》中的音乐也受到了拉丁舞曲的影响。罗杰斯写了一首爵士乐风格的三重唱，并鼓励演员们也进行即兴表演。 爵士乐手芭芭拉·卡洛尔（Barbara Carroll）也是其中一位，她饰演剧中剧的钢伴克里斯。 而在第二幕中，由扮演观众的演员们演唱的《中场漫谈》（Intermission Talk）则以欢快的旋律融合了对当时在百老汇上演的几部剧目的评价——其中也包括汉默斯顿和罗杰斯的另一部作品《国王与我》。 伊森·莫登（Ethan Mordden）评价，“罗杰斯的曲风俏皮而有灵气，就像是将畅销曲目的元素重构了一番一般。” 
探戈唱段《唯一的爱》（No Other Love）的伴奏照搬了罗杰斯在《海上凯旋》中使用的一首获奖配乐。 RCA唱片公司安排佩里·科莫录制了这首歌，为了能赶在和《我与朱丽叶》的首演日同一天发行，这首歌录得比较匆忙。它为科莫夺得了DJ音乐榜单的榜首，并在榜单上停留了22周。
希沙克对该剧的原声带评价是，“意外的是，相对于一部在舞台上那么无聊的音乐剧来说，这些歌曲显得生动而又令人愉悦。”他表示，《中场漫谈》大概是一首在录音棚出品比现场舞台效果更好的作品。1993年，《我与朱丽叶》的原声带以CD的形式发行。